# Paulo Cezar Costa
Paulo Cezar Costa (ur. 20 lipca 1967 w Valença) – brazylijski duchowny katolicki, biskup São Carlos w latach 2016–2020, arcybiskup metropolita Brasílii od 2020, kardynał od 2022.

## Życiorys
Święcenia kapłańskie przyjął 5 grudnia 1992 i uzyskał inkardynację do diecezji Valença. Pracował przede wszystkim jako duszpasterz parafialny, a od 2007 był rektorem seminarium w Nova Iguaçu oraz dyrektorem departamentu ds. teologii na papieskim uniwersytecie w Rio de Janeiro.
24 listopada 2010 papież Benedykt XVI mianował go biskupem pomocniczym archidiecezji Rio de Janeiro oraz biskupem tytularnym Oescus. Sakry biskupiej udzielił mu 5 lutego 2011 arcybiskup Orani João Tempesta.
22 czerwca 2016 papież Franciszek mianował go biskupem diecezji São Carlos.
21 października 2020 tenże sam papież przeniósł go na urząd arcybiskupa metropolity Brasílii. Ingres do katedry w Brasílii odbył 12 grudnia 2020. 29 maja 2022 podczas modlitwy Regina Coeli papież Franciszek ogłosił jego nominację kardynalską. 27 sierpnia Costa został kreowany kardynałem prezbiterem i otrzymał kościół tytularny Santi Bonifacio e Alessio. Brał udział w konklawe 2025, które wybrało papieża Leona XIV.